# 帕爾帕
14°32′02.16″S 75°11′07.74″W / 14.5339333°S 75.1854833°W

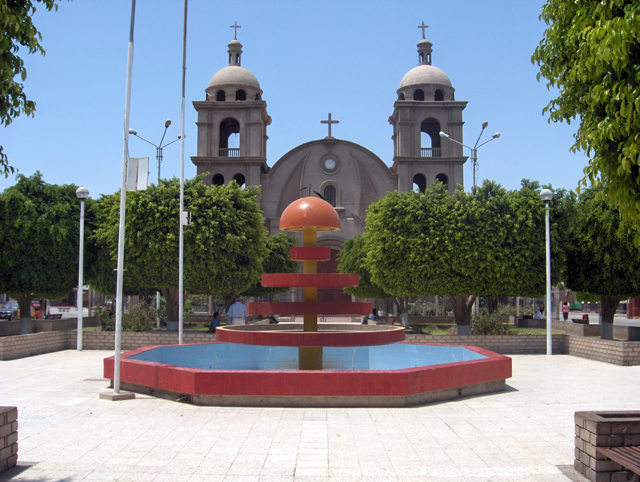

帕爾帕（西班牙語：Palpa），是秘魯的城鎮，位於該國中南部伊卡大區，是帕爾帕省的首府，始建於1963年12月27日，海拔高度347米，面積2,664平方公里，人口5,958，人口密度每平方公里47.5人。